# Microregione di Rio Negro (Amazonas)
Rio Negro è una microregione dello Stato di Amazonas in Brasile, appartenente alla mesoregione di Norte Amazonense.

## Comuni
Comprende 4 municipi:
- Barcelos
- Novo Airão
- Santa Isabel do Rio Negro
- São Gabriel da Cachoeira